# Salame di turgia
Il salame di turgia, detto anche salam ëd turgia in piemontese, o salàm eud tueurdji  in francoprovenzale, la lingua parlata dagli abitanti delle Valli di Lanzo, è un salume tipico delle Valli di Lanzo, nella città metropolitana di Torino. In altre zone del Piemonte, e specificamente in quella di Carmagnola, è in uso una preparazione simile, chiamata salame di giura o di giora.

## Preparazione
È un prodotto a base di carne di vacca, lardo e pancetta suina, sale, pepe, aglio, vino rosso, spezie. Viene insaccato nel budello torto di bovino.
La parola turgia in piemontese indica una vacca sterile, giunta alla fine della sua carriera riproduttiva. Può peraltro essere anche un animale giovane.

## Riconoscimenti
Fu riscoperto e rilanciato sul finire degli anni 90 dal medico veterinario torinese Andrea Fontana, che contribuì anche a riscriverne il disciplinare di produzione.
La Provincia di Torino ha inserito questo salame nel Paniere dei Prodotti Tipici della Provincia di Torino, un progetto che si propone di valorizzare le tipicità del comprensorio torinese. Il ministero delle politiche agricole, d'intesa con la Regione Piemonte, ha inserito il Salame di turgia tra i Prodotti tradizionali.

## Consumo

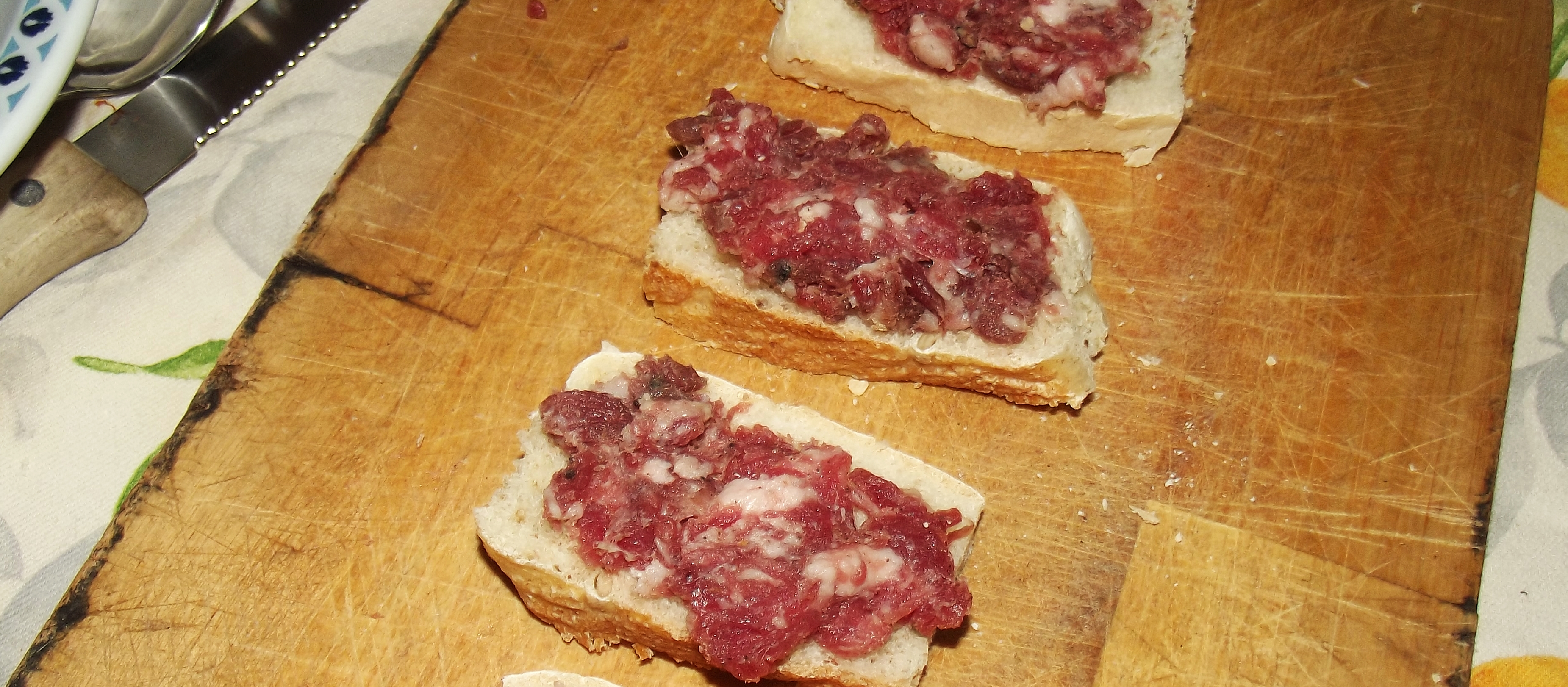
Salame di turgia spalmato sul pane.

Consumato prevalentemente crudo e fresco, come salume servito su tagliere, può essere anche sottoposto a stagionatura o a cottura per abbinarlo eventualmente ad altri ingredienti nella preparazione di piatti tipici.

## Abbinamenti consigliati
Il salame di turgia si accompagna bene ai vini locali e agli spumanti:
- Alta Langa spumante rosato[2]
- Monferrato Chiaretto[3]

Malvasia di Casorzo